# Burschenschaft Frankonia Heidelberg
Die Burschenschaft Frankonia wurde 1856 in Heidelberg gegründet und ist eine fakultativ-schlagende und farbentragende Studentenverbindung. Sie gehört keinem Korporationsverband an und vereint Studenten und ehemalige Studenten der Ruprecht-Karls-Universität Heidelberg. Die Mitglieder werden Heidelberger Franken genannt.

## Couleur und Wahlspruch
Die Burschenschaft Frankonia trägt die Farben Gold-Schwarz-Rot-Gold mit goldener Perkussion. Neben dem Burschenband besteht seit 1881 ein Fuchsenband in den Farben Schwarz-Rot-Schwarz. Seit 1861 wird der dunkelrote Stürmer als Kopfbedeckung getragen. Der Wahlspruch lautet: Einig und treu!

## Geschichte der Frankonia
Am 15. November 1856 wurde die Burschenschaft Frankonia zu Heidelberg gegründet. Sie versteht sich als eine studentische Korporation im traditionellen Sinne, die auf dem Gedankengut der Urburschenschaft aufbaut. Sie ist in Heidelberg die dritte burschenschaftliche Verbindung unter diesem Namen. 1936 wurde die Frankonia wie alle anderen Studentenverbindungen von den Nationalsozialisten verboten. Während des Zweiten Weltkrieges führten die Mitglieder die Frankentradition unter dem Namen Kameradschaft Victor von Scheffel weiter.

### Frankonia I.
Eine erste Frankonia trat im September 1831 als Neugründung der Alten Heidelberger Burschenschaft in Erscheinung. Sie nahm am Hambacher Fest (27. Mai 1832) teil und wurde nach dem Frankfurter Wachensturm (3. April 1833) verboten, an dem 11 Mitglieder der Frankonia beteiligt waren.

### Frankonia II.
Die zweite Frankonia wurde zu Beginn des Wintersemesters 1846/47 gegründet. Zu den Gründungsmitgliedern gehörte Joseph Victor von Scheffel, der in der Kneipzeitung der Frankonia 1847 unter anderem seinen Schwanengesang erstveröffentlichte. Auch diese burschenschaftliche Verbindung bestand nur kurze Zeit. Sie löste sich nach der Niederwerfung der Revolution von 1848/49 auf. 1886 – anlässlich der 500-Jahr-Feier der Ruperto Carola – traten die noch lebenden Mitglieder der zweiten Frankonia der jetzigen Frankonia bei.

### Frankonia III.

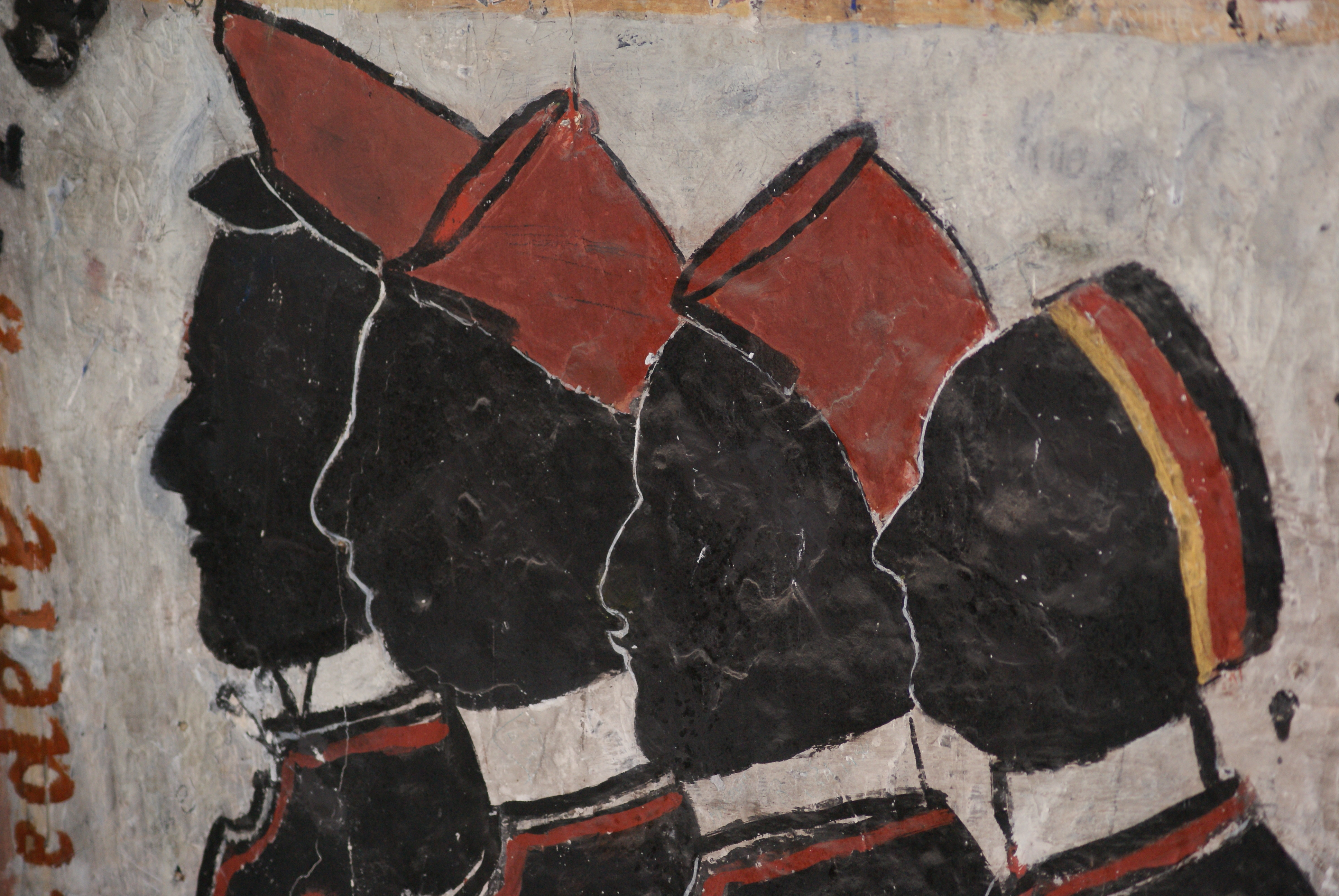
Wandmalerei von Mitgliedern der Burschenschaft Frankonia im Heidelberger Karzer

Die jetzige Frankonia ging aus einem seit 1853/54 bestehenden Kneipzirkel hervor, der im November 1856 als schwarze corpsfeindliche Verbindung Badenia vom Senat der Universität anerkannt wurde. 1858 änderte sie ihren Namen in Frankonia und gab sich den Wahlspruch Einig und Treu! (Max von Schenkendorf) sowie die Farben Rot-Grün-Gold, da Schwarz-Rot-Gold vom Senat der Universität nicht anerkannt wurde. Im Jahre 1859 wurden die Burschenschaftsprinzipien „Sittlichkeit, Wissenschaft, Vaterlandsliebe“ in die Verfassung verankert. 1861 wurden schließlich die Farben "schwarz-rot-gold" und der seither getragene rote Stürmer angenommen. Die Frankonia konsolidierte sich schnell, zumal sie von jungen Mitgliedern wie von Krafft-Ebing, von Zittel, Mönckeberg und Oncken geprägt wurden. Bei aller Einsicht in die formalen Notwendigkeiten einer korporativen Verfassung wurde nicht übersehen, dass für die lebenslange freundschaftliche Verbundenheit ein gemeinsamer geistiger Hintergrund entscheidend sei und die formale Seite nicht Selbstzweck sein dürfe. Die Gründung des Eisenacher Deputierten-Convents geschah auf Veranlassung des Grün-Weiß-Roten Kartells, einem Zusammenschluss der Frankonia mit den befreundeten Burschenschaften Germania Jena und Hannovera Göttingen. Am Deutsch-Französischen Krieg nahmen 50 Heidelberger Franken teil, von denen 3 starben.

Die Frankonia als Mitglied der Deutschen Burschenschaft (1915)

Bei der 500-Jahr-Feier der Ruperto Carola beteiligte sich die Frankonia aktiv mit zahlreichen Bundesbrüdern, zumal parallel das 30. Stiftungsfest gefeiert wird. Gleichzeitig wurden die ersten Pläne für den Bau eines Korporationshauses geschmiedet. Am 20. Juli 1881 war die Frankonia Gründungsmitglied des Allgemeinen Deputierten-Convents, der seinen Namen 1902 in Deutsche Burschenschaft abänderte. Sowohl 1893 als auch 1912 wurde der Vorsitz im Verband übernommen. Am Ersten Weltkrieg nahmen 348 Heidelberger Franken teil, es waren 54 Verluste zu beklagen. Das Kartellverhältnis innerhalb des Grün-Weiß-Roten Kartells wurde 1919 um die Burschenschaft Derendingia zu Tübingen und 1933 um die Marburger Burschenschaft Germania erweitert. Im Wintersemester bestand die Frankonia aus 382 Alten Herren und 135 Mitgliedern der Aktivitas.
Die Machtübernahme durch die Nationalsozialisten brachte für die Frankonia wie für alle Korporationen das Ende des Verbindungslebens mit sich. 1936 wurde die Frankonia wie alle anderen Studentenverbindungen von den Nationalsozialisten verboten.

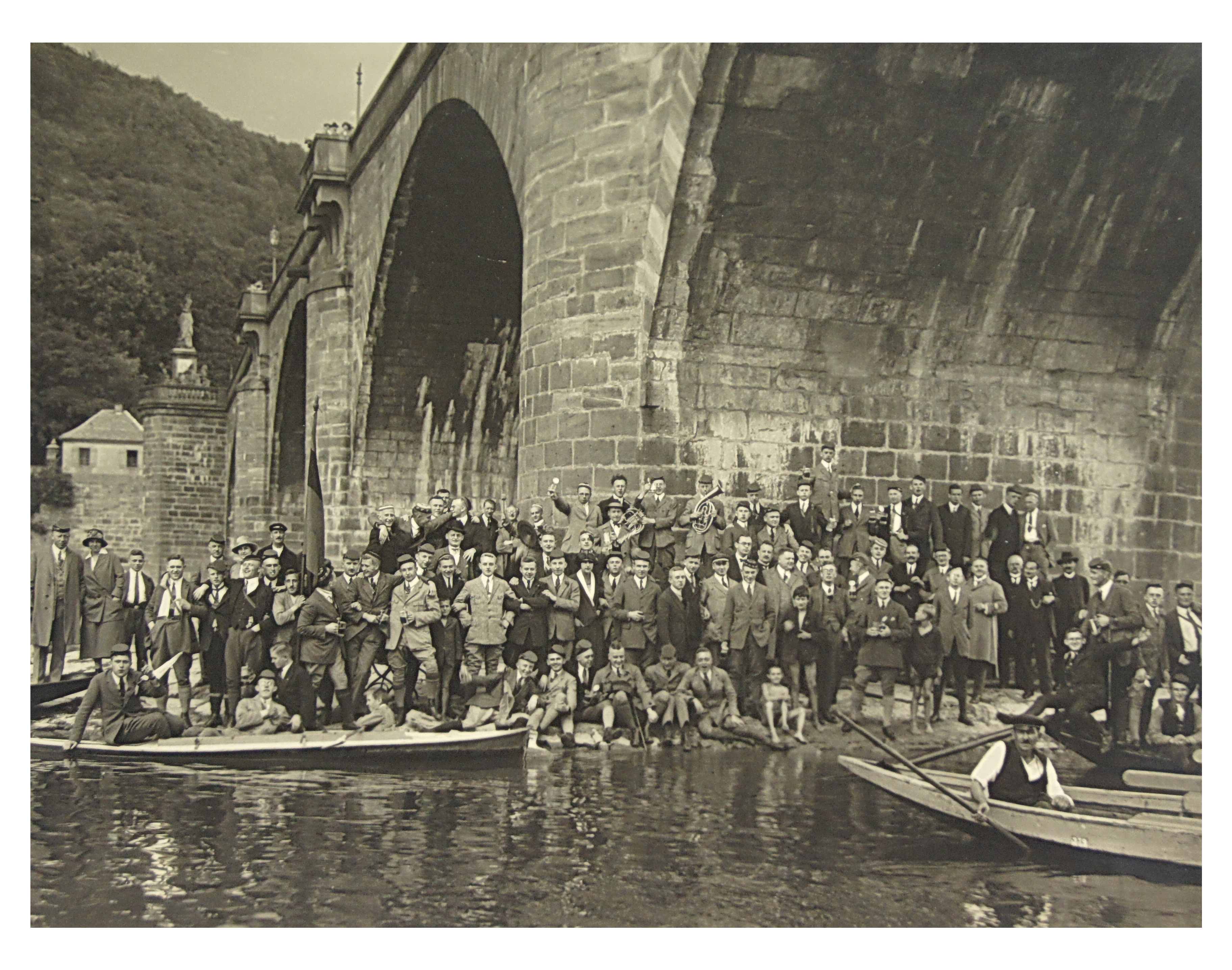
Brückenpfeilerfrühschoppen 1927

Während des Zweiten Weltkrieges führten die Mitglieder die Frankentradition unter dem Namen „Kameradschaft Victor von Scheffel“ weiter. Die Kameradschaft setzte mit aktiver Unterstützung etlicher Alter Herren die Tradition der Frankonia fort, soweit es die obwaltenden Umstände möglich machten. Sie löste sich 1945 mit der Besetzung Heidelbergs durch die amerikanischen Truppen auf. Ihre Mitglieder wurden später in die wiedererstandene Burschenschaft Frankonia übernommen.
Nach dem Zweiten Weltkrieg wurde die Vereinigung Alter Heidelberger Franken wiederbegründet und ein erstes Zusammentreffen nach dem Krieg zum Stiftungsfest organisiert. Mit über 500 Beteiligten schloss das 100. Stiftungsfest im Jahre 1956 die Aufbauphase nach dem Krieg ab. An der Wiedergründung der Deutschen Burschenschaft war die Frankonia beteiligt und übernahm 1961 den Vorsitz des Verbandes.
Im Jahre 1986 beging die Universität Heidelberg ihre 600-Jahr-Feier. Aus diesem Anlass gaben alle Korporationen unter der Anregung und Leitung der Frankonia eine Festschrift heraus („Weiland Bursch zu Heidelberg“), die auf rund 500 Seiten Zeugnis ablegt von der geschichtlichen Entwicklung des Korporationswesens und seiner Bedeutung für die Universität und die Stadt Heidelberg.
1990 verließen Frankonia Heidelberg und Germania Jena das Grün-Weiß-Rote Kartell und erneuerten gemeinsam das Weiß-Rote Kartell, das gegen Ende des 19. Jahrhunderts bereits kurzzeitig bestanden hatte. 
1994 übernahm Frankonia abermals den Vorsitz der Deutschen Burschenschaft und legte als Schwerpunkte der Vorsitzarbeit den Ausgleich der burschenschaftlichen Lager und den Kampf gegen jedwede Spaltungstendez fest.
2012 hatte die Frankonia über 200 Mitglieder und trat aus der Deutschen Burschenschaft aus; seitdem ist sie eine freie Burschenschaft.

## Frankenhäuser
Während der 500-Jahr-Feier der Ruperto Carola und dem 30. Stiftungsfest entstanden erste Pläne für den Bau eines Korporationshauses. Es wurde im Jahre 1893 als reines Verbindungshaus erbaut. Die Festrede hielt der Heidelberger Franke und regierende Hamburger Bürgermeister Johann Georg Mönckeberg.
Von den vielen Heidelberger Studentenverbindungen haben neben der Frankonia nur weitere sieben ihr Haus selbst geplant und erbaut. Sie war die 6. Burschenschaft, die in Deutschland ihr eigenes Haus nach eigenen Vorstellungen und Bedürfnissen plante und errichtete. Die Baupläne stammten von Johann Remmler, der zu den bekanntesten freien Heidelberger Architekten seiner Zeit gehörte.

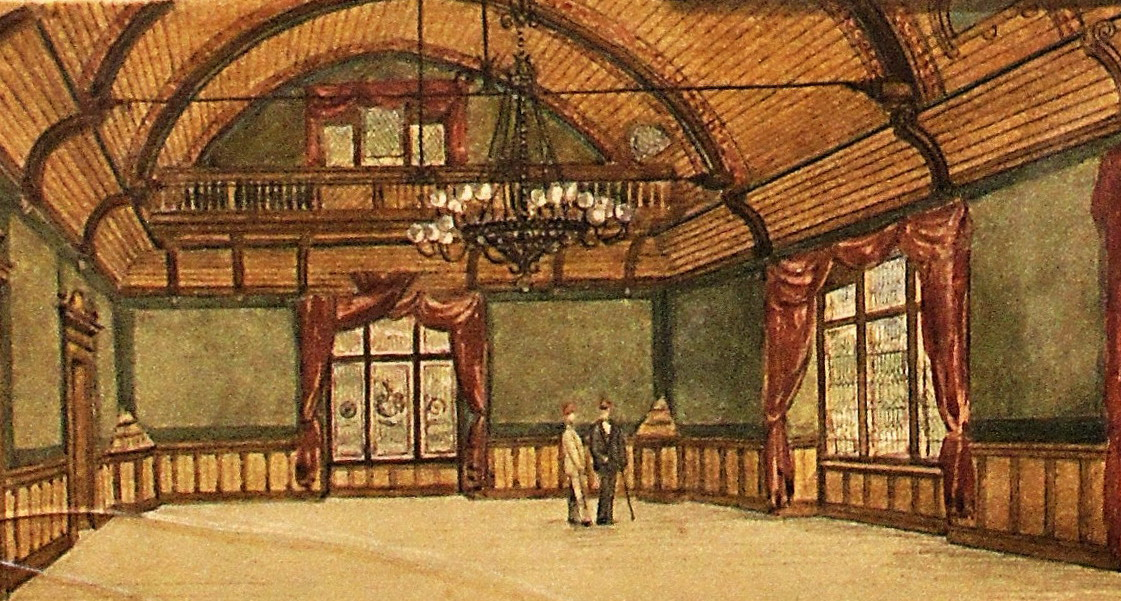
Die große Kneipe des Frankenhaus

Das Haus der Burschenschaft Frankonia enthält Traditionswerte zur studentischen und burschenschaftlichen Geschichte und zur Geschichte der Stadt und Universität Heidelberg in einer Fülle, wie sie nur wenige andere Verbindungshäuser vorweisen können.
In den vergangenen 110 Jahren gab es nur zwei kleinere bauliche Veränderungen. Zum einen wurde die offene Veranda der Westseite des Hauses im Jahre 1908 zum sogenannten Scheffelzimmer umgestaltet. Später wurde der an der Ostseite gelegene Eingang des Hauses durch einen kleinen Garderobenvorbau erweitert. Ansonsten zeigt sich das Haus in unveränderter Form.
Im Wintersemester 1983/84 wurde östlich neben dem Frankenhaus in Anwesenheit von Freiherr zu Putlitz und des Oberbürgermeisters Zundel das neue Frankenwohnheim mit seinen 8 Doppelappartements eingeweiht. Trotz seiner modernen Architektur schließt es sich in seiner Gesamtdimension und seinem Aufriss harmonisch an das alte Gebäude an und bildet mit diesem zusammen eine stilvolle Einheit.

## Bekannte Mitglieder
- Ernst Christian Achelis (1838–1912), Theologe
- Carl de Ahna (1847–1906), Mediziner und Mitglied des Deutschen Reichstags
- Julius Bachmann (1844–1924), Politiker, Oberbürgermeister von Bromberg, Mitglied des Preußischen Herrenhauses
- Carl Georg Barkhausen (1848–1917), Senator und Regierender Bürgermeister der Freien Hansestadt Bremen
- Heinrich Gustav Beck (1854–1933), Jurist und Politiker, Freiberger, später Chemnitzer Oberbürgermeister, sächsischer Kultusminister, Vorsitzender des sächsischen Gesamtministeriums
- Felix Boehmer (1851–1920), Jurist und Politiker, Mitglied des Preußischen Abgeordnetenhauses
- Gustav Boehmer (1881–1969), Jurist
- Hermann Boisly (1880–1947), Jurist und Bürgermeister von Quedlinburg
- Theodor Boisly (1848–1934), Jurist und Mitglied des Preußischen Abgeordnetenhauses
- Emil Borho (1902–1965), Jurist, Regierungsdirektor, stellv. Vorsitzender der badischen „Judenkommission“
- Fritz Brenner (1877–1969), Arzt und Pathologe
- Eduard Dietz (1866–1940), Jurist und Historiker
- Oskar von Diruf (1824–1912), Balneologe und Badearzt
- Viktor Adolf Eitel (1845–1924), Theologe, Lehrer und Abgeordneter im Ungarischen Reichstag
- Louis Ernst (1839–1900), Politiker (NLP), Mitglied des Deutschen Reichstags
- Waldemar Ernst (1909–2002), Jurist und Landrat im Landkreis Waldshut
- Johann Focke (1848–1922), Jurist, Syndicus des Bremer Senats und Gründer des nach ihm benannten Focke-Museums
- Adolf Föhrenbach (1845–1928), badischer Staatsbeamter
- Richard Förster (1825–1902), Ophthalmologe (Konkneipant)
- Wilhelm Freudenberg (1838–1928), Komponist und Dirigent
- Wilhelm Gaede (1875–1944), Landrat im Kreis Stallupönen, Mitglied des Provinzialrates der Provinz Ostpreußen
- Heinrich Görtz (1848–1937), Jurist und Politiker (FVg), Mitglied des Deutschen Reichstags
- Hermann Görtz (1890–1947), Jurist, Spion der Abwehr in Großbritannien und Irland
- Ferdinand Gottfried von Herder (1828–1896), Professor der Botanik
- Eduard Heyck (1862–1941), Historiker und Schriftsteller
- Hermann Hildebrand (1849–1939), Senator und Bürgermeister der Freien Hansestadt Bremen
- Alfred Holder (1840–1916), Philologe, Handschriftenforscher und Bibliothekar
- Philipp Wilhelm Jung (1884–1965), Politiker (NSDAP), Bürgermeister von Wien, Oberbürgermeister der Stadt Mainz, Ministerpräsident des Volksstaates Hessen
- Wilhelm Kaersten (1871–1954), Jurist, Syndikus der Handwerkskammer Oldenburg
- Friedrich Koch (1870–1938), Mitglied der Zweiten Kammer der Badischen Ständeversammlung
- Richard Freiherr von Krafft–Ebing (1840–1902), Psychiater und Rechtsmediziner
- Ludolf von Krehl (1861–1937), Mediziner
- Robert Krups (1887–1950), Politiker, Bürgermeister der Stadt Neuwied
- Hermann Kühn (1849–1902), Kunstschulleiter
- Heinrich Laß (1884–1936), Mitglied des Provinziallandtages von Brandenburg, Oberbürgermeister von Guben
- Theodor Leber (1840–1917), Ophthalmologe
- Salomon Lefmann (1831–1912), Philologe
- Alfred Lehmann (1867–1919), Bayerischer Landtagsabgeordneter und Winzer
- Karl Lehr (1881–1962), Jurist und Richter, Präsident des Landgerichts Limburg und Präsident des Hessischen Staatsgerichtshofs
- Nikolaus Lenau (1802–1850), Dichter
- Leslie Lord Hore-Belisha (1893–1957), Britischer Minister für Finanzen, Verkehr, Krieg und Nationale Sicherheit
- August Maager (1845–1909), Rittergutsbesitzer und Mitglied des Deutschen Reichstags
- Georg Martius (1884–1951), Diplomat (1935 ausgetreten)
- Karl Mathis (1845–1917), Jurist und Politiker, Mitglied des Preußischen Abgeordnetenhauses
- Ludwig Mathy (1849–1937), Philologe, Geheimer Regierungsrat im badischen Ministerium für Erziehung, Erzieher des Prinzen Ludwig von Baden
- Johann Georg Mönckeberg (1839–1908), Senator und Bürgermeister der Freien und Hansestadt Hamburg
- Otto Wilhelm Mönckeberg (1843–1893), Richter und Politiker, Präsident der Hamburgischen Bürgerschaft und Hamburger Senator
- Rudolf Mönckeberg (1846–1917), Jurist und Politiker, Mitglied der Hamburgischen Bürgerschaft
- Kurt Morgenstern (1861–1945), Jurist, sächsischer Amts- und Kreishauptmann
- Franz Mündel (1898–1985), Mediziner, Präsident der Landesärztekammer Hessen
- Rudolf Neubeck (1899–1967), Rechtsanwalt, Mitglied des Landtages Mecklenburg-Vorpommern
- Georg Karl Neuner (1815–1882), Rechtswissenschaftler und Hochschullehrer
- Wilhelm Oncken (1838–1905), Historiker
- Johannes Orth (1847–1923), Mediziner, Arzt, Anatom und Pathologe
- Otto Pankow (1876–1934), Mediziner, Gynäkologe und Hochschullehrer
- Alfons Paulus (1918–1987), Mediziner und Politiker (SVP)
- Gerhard Pfeifer (1921–2003), Mund-, Kiefer- und Gesichtschirurg und Hochschullehrer
- Daniel Friedrich Ludwig Pistor (1807–1886), Jurist, Burschenschafter und revolutionärer Freiheitskämpfer
- August Herrmann von Post (1839–1895), Jurist und Rechtsethnologe
- Adolf Pries (1851–1930), Verwaltungsjurist und Bürgermeister von Neubrandenburg
- Gordon Rapp (* 1957), Rechtsanwalt, Lehrbeauftragter, Sportfunktionär
- Walter Requardt (1903–1993), Lehrer, Germanist und Schriftsteller
- Karl Schaller (1846–1922), Jurist und Politiker, Oberbürgermeister von Meiningen
- Walter Schäfer (1906–2001), Landrat in Mülhausen und Kehl
- Joseph Victor von Scheffel (1826–1886), Dichter
- Herbert Schelcher (1883–1946), Jurist, Präsident des Sächsischen Oberverwaltungsgerichts
- Walter Schelcher (1851–1939), Jurist, Wirklicher Geheimer Rat
- Hermann Schlegtendal (1887–1957), Jurist und Politiker, Oberbürgermeister von Lünen
- Robert Schöpfer (1869–1941), Schweizer Politiker, Präsident der Freisinnig-Demokratischen Partei
- Klaus-Peter Schroeder (* 1947), Rechtswissenschaftler und Hochschullehrer
- Hugo Ritter von Seeliger (1849–1924), Astronom
- Karl Sidler (1875–1930), Bürgermeister von Sinsheim und Badischer Landtagsabgeordneter
- Karl Siegrist (1862–1944), Oberbürgermeister von Karlsruhe
- Eduard Sonnenburg (1848–1915), Chirurg und Hochschullehrer
- Hermann Specht (1892–1968), Jurist und Politiker, kommissarischer Landrat in Heidelberg und Abgeordneter der Vorläufigen Volksvertretung für Württemberg-Baden und des Landtags von Baden-Württemberg
- Wilhelm Steinkopf (1879–1949), Chemiker
- Eduard Uibel (1846–1925), Landgerichtspräsident in Freiburg im Breisgau, Abgeordneter in der Badischen Ständeversammlung und Präsident des Evangelischen Oberkirchenrats in Karlsruhe
- Fritz Ullmer (1873–1952), Rechtsanwalt und Studentenhistoriker
- Arthur Ungewitter (1885–1955), Jurist, Präsident des Oberlandesgerichts Frankfurt am Main
- Hermann Valentin (1863–1913), Landtagsabgeordneter im Fürstentum Lippe
- Walther Veeck (1886–1941), Prähistoriker, Spezialist für die Merowingerzeit
- Rainer Wahl (* 1941), Rechtswissenschaftler und Hochschullehrer
- Leonhard Weber (1848–1919), Physiker
- John Gustav Weiss (1857–1943), Politiker und Historiker, Bürgermeister von Eberbach, badischer Landtagsabgeordneter und Vorsitzender des Verbands der mittleren Städte Badens
- Otto Wendt (1902–1984), Politiker (GB/BHE)
- Paul Wieandt (1936–2007), Bankmanager
- Franz Ulpian Wirth (1826–1897), Patentanwalt, Frankfurter Politiker und Friedensaktivist (Ehrenmitglied)
- Friedrich Albert von Zenker (1825–1898), Arzt und Pathologe
- Karl Alfred Ritter von Zittel (1839–1904), Paläontologe und Geologe

Mitgliederverzeichnis:
- Willy Nolte (Hrsg.): Burschenschafter-Stammrolle. Verzeichnis der Mitglieder der Deutschen Burschenschaft nach dem Stande vom Sommer-Semester 1934. Berlin 1934. S. 1049–1050.

## Das Frankenarchiv
Seit ihrer Gründung hat die Frankonia großen Wert auf ihr Archiv gelegt. Dieses umfasst neben den bundesinternen Unterlagen und Akten auch eine umfangreiche Präsenzbibliothek, die allen Heidelberger Franken aber auch interessierten Besuchern – nach Anmeldung – offensteht.
Die Bibliothek umfasst viele hundert Bände, Zeitschriften und andere Medien. Hier findet man Fachliteratur u. a. auch zu folgenden Themen.
- Geschichte der Burschenschaft Frankonia
- Geschichte der Heidelberger und der deutschen Burschenschaft
- Bücher zur Heidelberger Universitäts- und Studentengeschichte
- Allgemeine Korporations- und Verbandsgeschichte
- Geschichte der jüdischen Studentenverbindungen an der Universität Heidelberg
- Geschichten zahlreicher Universitäten
- Allgemeine Studenten- und Sozialgeschichte
- Literatur von und über Bundesbrüder
- 48er Revolution und Badische Revolution
- Scheffelliteratur
- Allgemeine Wissenschafts- und Kulturgeschichte
- Heidelberger Stadtgeschichte, Landesgeschichte

Das Archiv ist Mitglied in zahlreichen wissenschaftlichen und historischen Vereinigungen und Gesellschaften. Es hat in der Vergangenheit bis heute zahlreiche deutsche und ausländische Studentinnen und Studenten bei ihren Seminar-, Magister-, Bachelor- und Doktorarbeiten mit Rat und Tat unterstützt und zahlreiche An- und Abfragen aus dem In- und Ausland bearbeitet. Daneben werden Ausstellungen mit Material beschickt, eigene Ausstellungen kuratiert, Vorträge gehalten und eigene Publikationen ediert.